# 拿騷建議書
拿骚建議書（德語全名：Über die zweckmäßige Bildung der obersten und der Provinzial-, Finanz- und Polizei-Behörden in der preußischen Monarchie）是由海因里希·弗里德里希·卡尔·冯·斯坦因于1807年撰写的普鲁士政府全面国家改革的草案。它被視為是普鲁士改革的濫觴之一。

## 背景资料
斯坦因被普鲁士内阁解僱后，起草了建議書，為普鲁士在耶拿會戰的灾难性失败找出路。 在參考现代法国的國家架構後，斯坦因深感普鲁士的国家和行政结构已過時。在當時的架構下，内阁大臣无法直接與君主會晤，這是被斯坦因大力抨擊的地方。

## 内容
斯坦因延續了1806年建議書的精神，持續追求一個成熟且完整的內閣。同時他強調，要讓國家行政由上到下進行大規模的改革。斯坦因認為，內政部門和財政部門應該是互相獨立的機構。
他主張：“振兴社群精神和國家意識、民族精神、追求國家理想與國家實際狀況之间的和谐，與对人民的情感的复兴。”
這個建議書總共有三個改革方向：
1. 廢除王室內閣、改組為由財政、外交、軍事、內政、與司法五個內閣部門
2. 推行市政法，要求人口 800 人以上的城市，透過地方議會選出地方行政官員。其中較大的城市則會選出最高票的三位候選人，再給普魯士國王圈從中選一位。這可以說是近代德國最早的公民權之一。
3. 取消封建慣例，開放財產流動自由、職業選擇自由。

尽管该备忘录的重点是从上至下的行政体制改革，但斯坦因的真正目标是普鲁士的全面现代化。話雖如此，但在国家和宪法理论上，斯坦因不仅不采用較新穎的法國模式，还采用了较過時的结构。
後來斯坦因也繼續下放其他權力，包括1848年開放狩獵權、1861年免徵土地稅權、1872警察權、與1873領土審判權。不過也有人認為，雖然這些措施讓人民有更多自由，但實際上還是希望能夠取消地主的權力與影響力，讓權力回歸中央。

## 文學作品
- 伊麗莎白·费伦巴赫（Elisabeth Fehrenbach） ： 从古代政权到维也纳国会。第四修订版。 奥尔登堡 （ Oldenbourg ，第12张楼层平面图 ），慕尼黑，2001年， ISBN 3-486-49754-5 ，第111页。

## 網頁連結
- 斯坦因1804-1807年的传记